# John Hewitt
John Hewitt (Aberdeen, 9 febbraio 1963) è un ex calciatore scozzese, di ruolo attaccante.

## Carriera

### Club
Si fa notare nella Coppa UEFA 1981-1982: l'Aberdeen esce agli ottavi, ma Hewitt termina al secondo posto nella classifica marcatori con 5 gol. L'anno seguente vince la Coppa delle Coppe: è decisivo il suo ingresso in campo avvenuto all'87' al posto di Eric Black nella finale della competizione UEFA contro il Real Madrid, poiché nei supplementari Hewitt realizza il definitivo 2-1 che sconfigge il club spagnolo. Per l'Aberdeen è la prima, storica, vittoria di un trofeo internazionale. Resta ad Aberdeen fino al 1989 quando, dopo aver vinto 3 campionati scozzesi, 4 coppe nazionali, la coppa di Lega scozzese del 1986, la Coppa delle Coppe UEFA e la Supercoppa UEFA del 1983, quest'ultima vinta ai danni dell'Amburgo, titoli conquistati tutti sotto la gestione di Sir Alex Ferguson, passa al Celtic. In due stagioni non vince nessuna competizione ed è ceduto in prestito al Middlesbrough (in seconda serie), prima di tornare a Glasgow. Nel lustro seguente veste le casacche di St. Mirren, Deveronvale, Dundalk (in Irlanda) e Ross County, chiudendo la propria carriera a 34 anni.
Vanta un totale di 43 presenze e 12 reti nelle competizioni UEFA per club, tutte con la divisa dell'Aberdeen. Totalizza 90 marcature in 361 match con l'Aberdeen, la sua importanza per il club è stata tale da includerlo nella propria hall of fame.

### Nazionale
Ha giocato nella nazionale scozzese Under-21.

## Palmarès

### Club

#### Competizioni nazionali
- Campionato scozzese: 3

Aberdeen: 1979-1980, 1983-1984, 1984-1985
- Coppa di Scozia: 4

Aberdeen: 1981-1982, 1982-1983, 1983-1984, 1985-1986
- Coppa di Lega scozzese: 1

Aberdeen: 1985-1986

#### Competizioni internazionali
- Coppa delle Coppe: 1

Aberdeen: 1982-1983
- Supercoppa UEFA: 1

Aberdeen: 1983